# Presicce-Acquarica
Presicce-Acquarica är en kommun i provinsen Lecce  i regionen Apulien i Italien. Kommunen hade 9 752 invånare (2019).
Kommunen Presicce-Acquarica bildades den 15 maj 2019 genom en sammanslagning av de tidigare kommunerna Acquarica del Capo och Presicce.